# Rui Biriva
Rui da Silva Leonhardt, conhecido pelo nome artístico de Rui Biriva (Horizontina, 28 de outubro de 1958 - Porto Alegre, 25 de abril de 2011) foi um cantor e compositor brasileiro de música regional gaúcha.
Faleceu em Porto Alegre em 25 de abril de 2011 por complicações de um câncer do intestino grosso.
Rui Biriva tinha 52 anos e era o caçula dos três filhos de Adalíbio e Malvina Leonhart, um casal de pequenos agricultores do distrito de Esquina Eldorado, em Horizontina. Depois de cursar Direito no Paraná, sem concluir o curso, o cantor deu início a uma carreira bem-sucedida como intérprete em festivais nativistas.

## Carreira
De origem alemã, Rui Biriva viveu até os 10 anos de idade no Distrito da Esquina Eldorado, em Horizontina. Aos 14 anos, venceu o Festival Estadual Estudantil da Canção. Mudou-se ainda jovem para o Paraná, onde fez o curso de Direito na Universidade Estadual de Ponta Grossa, em 1978. Não chegou a concluir o curso e, após morar em São Paulo, retornou ao Rio Grande do Sul.
O nome artístico foi adotado após a gravação da canção "Birivas", de Airton Pimentel, com a qual venceu o festival Seara da Canção Gaúcha, em 1982. Biriva é como é chamado o tropeiro de gado no Rio Grande do Sul.
Em 1984, venceu a Seara da Canção Nativa de Carazinho, com a música "Santa Helena da Serra", composta em parceria com José Luiz Vilela.
Em maio de 1987, gravou o seu primeiro álbum: Cantar, produzido por Ayrton dos Anjos,  pela Continental Discos.
Rui Biriva gravou 14 discos. Entre seus maiores sucessos estão Tchê Loco, Quebrando Tudo, Canção do Amigo e Castelhana, esta composta em parceria com o cantor Elton Saldanha. Em 2003, passou a apresentar o programa "Paralelo Sul" na TVE-RS.
Sid Biriva, seu sobrinho também de Horizontina, é o único músico da família que continuou na carreira musical.
Faleceu em Porto Alegre em 25 de abril de 2011 por complicações de um câncer do intestino grosso

## Discografia

### Álbuns de estúdio
- 1986 - Cantar - Continental
- 1988 - Pé na Estrada - Discoteca
- 1990 - Rui Biriva - Discoteca
- 1992 - Festança - RGE/RBS Discos
- 1993 - Vamo Pegá - RGE/RBS Discos
- 1994 - Sucessos de Ouro - Usadiscos
- 1995 - De Bem com a Vida - RGE/RBS Discos
- 1997 - Quebrando Tudo - Acit
- 1998 - Acervo - Usadiscos
- 1999 - Rui Biriva - Acit
- 2001 - Das Bandas de Horizontina - Som Livre/RBS Discos
- 2005 - É Bom Barbaridade - Orbeat Music
- 2007 - Na Estrada do Sul (independente)
- 2009 - Pedindo Cancha (independente)

### Álbuns ao vivo
- 2003 - Rui Biriva ao Vivo (CD duplo) - Usadiscos

## Prêmios e indicações

### Prêmio Açorianos
| Ano  | Categoria                | Indicação      | Resultado |
| ---- | ------------------------ | -------------- | --------- |
| 2009 | Disco de Música Regional | Pedindo Cancha | Indicado  |